# Kozi Taras
Kozi Taras – dolna część zachodnich stoków Zadniego Granatu, opadająca do Doliny Czarnej Gąsienicowej. Jest to wielki, częściowo płytowy, częściowo piarżysto-trawiasty taras. Od północnej strony (dolnej) poderwany jest pasem ścian o wysokości około 70 m. południowym końcem dochodzi do Dolinki Koziej. Z lewej strony (patrząc od dołu) taras zwęża się i przekształca w wąziutką, półeczkę. Półka jest eksponowana i zakończona położonym na wysokości około 1800 m balkonikiem na ostrzu filara równoległego do Filaru Staszla.
Kozim Tarasem prowadzi kilka dolnych części dróg wspinaczkowych. Jest to rejon udostępniony do uprawiania taternictwa. Nazwę Koziego Tarasu wprowadził Władysław Cywiński w 18 tomie swojego szczegółowego przewodnika „Tatry”.